# Saturn Bomberman
Saturn Bomberman est un jeu vidéo d'action et de puzzle créé par Hudson Soft, sorti sur Saturn en 1996 au Japon et en 1997 en Europe et en Amérique du Nord.

## Postérité
En février 1998, le magazine britannique Saturn Power dresse un « top 100 » des jeux Saturn européens et positionne Saturn Bomberman à la 25e place, derrière Night Warriors.
Le 14 juin 2012, IGN dresse un « top 10 » des jeux Saturn américains et positionne Saturn Bomberman à la 8e place, derrière Virtua Cop.